# NBB MVP das Finais
O prêmio de NBB Most Valuable Player das Finais (MVP das Finais ou Jogador Mais Valioso das Finais) é dado ao melhor jogador das Finais do NBB. o prêmio é dado desde a terceira temporada do NBB, em 2010-11. Os maiores vencedores do prêmio são Guilherme Giovannoni, com 2 prêmios consecutivos pelo Lobos Brasília, e Olivinha, com 2 prêmios pelo Flamengo. O prêmio é dado após o último jogo das Finais do NBB.

## Vencedores
| ^           | Indica um jogador que continua ativo no NBB                       |
| *           | Eleito para o Naismith Memorial Basketball Hall of Fame           |
| Jogador (X) | Indica o número de vezes que o jogador foi nomeado MVP das Finais |
| Team (X)    | Indica o número de vezes que um jogador desse time venceu         |

| Temporada | Jogador                  | Posição  | Nacionalidade  | Time         | Ref.  |
| --------- | ------------------------ | -------- | -------------- | ------------ | ----- |
| 2010–11   | Guilherme Giovannoni     | Ala      | Brasil         | Brasília     | [ 1 ] |
| 2011–12   | Guilherme Giovannoni (2) | Ala      | Brasil         | Brasília (2) | [ 2 ] |
| 2012–13   | Caio Torres^             | Pivô     | Brasil         | Flamengo     | [ 3 ] |
| 2013–14   | Jerome Meyinsse          | Pivô     | Estados Unidos | Flamengo (2) | [ 4 ] |
| 2014–15   | Nicolás Laprovittola     | Armador  | Argentina      | Flamengo (3) | [ 5 ] |
| 2015–16   | Olivinha^                | Ala-pivô | Brasil         | Flamengo (4) | [ 6 ] |
| 2016–17   | Alex Garcia^             | Ala      | Brasil         | Bauru        | [ 7 ] |
| 2017–18   | Guilherme Hubner^        | Pivô     | Brasil         | Paulistano   | [ 8 ] |
| 2018–19   | Olivinha^ (2)            | Ala-pivô | Brasil         | Flamengo (5) | [ 9 ] |

## Ligações Externas
- Página Oficial do NBB